# BK Frem Support
BK Frem Support er den officielle fanklub for BK Frem. Foreningen er medlem af paraplyorganisationen for Danske Fodbold Fanklubber (DFF).

## Historie
BK Frem Support blev stiftet 17. juli 1986 på BK Frems 100 års fødselsdag. Dette gør BK Frem Support til Danmarks ældste fodboldfanklub. Ved stiftelsen gik foreningen under navnet '100-mandsklubben M/K', men skiftede i 1997 navn til det nuværende.

## Ekstern kildehenvisning
- Officiel hjemmeside